# Rugrats
Rugrats (Rugrats: Os Anjinhos no Brasil e Rugrats: Os Meninos do Coro em Portugal) é uma série de desenho animado norte-americana produzida pela Nickelodeon Animation Studios e Klasky Csupo. É um dos grandes clássicos da Nickelodeon. A série durou de 1991 a 1994, tendo retornado em 1998 e indo até 2005. No Brasil, a série foi exibida entre os anos de 1996 e 2006 na Nickelodeon, sendo depois exibido no canal apenas em ocasiões especiais, como maratonas de Halloween e de Natal. A série na sua época de transmissão foi um grande sucesso da Nickelodeon, além de ter uma estrela na Calçada da Fama. Durante sua exibição rendeu três filmes, The Rugrats Movie (1998),  Rugrats in Paris: The Movie (2000) e Rugrats Go Wild (2003), o último contando também com personagens de The Wild Thornberrys.
Os bebês da série, Tommy Pickles, Chuckie Finster e os gêmeos Phil e Lil DeVille são capazes de se comunicar entre si em uma linguagem que os adultos não compreendem. Eles ocasionalmente falam com erros de pronúncia ou simplesmente confundem as palavras. Apesar dos adultos não os entenderem,  são capazes de compreender o que seus pais falam, ainda que muitas vezes não compreendam direito e tomem metáforas literalmente. Angelica Pickles, de três anos, é capaz de se comunicar normalmente com os bebês e com os adultos, habilidade que ela usa para tirar vantagem de ambas as partes.
No Brasil, o desenho estreou em 1º de outubro de 1994 no bloco da Nickelodeon criado pelo Multishow, sendo exibido na versão legendada e recebendo a tradução original de Os Pestinhas. Depois, estreou na TV aberta pela TV Cultura, em 21 de maio de 1995, junto com a série O Gato Zap e já com a dublagem realizada na Álamo. Foi originalmente exibido na emissora nas manhãs de domingo, ás 09h30, e depois passou a ser exibido de segunda a sexta. Entretanto, em 1996, assim como Doug, os direitos do desenho foram adquiridos pelo SBT, que exibiu primeiro em uma faixa de desenhos pela manhã e foi exibido depois nos programas Bom Dia e Cia (durante as fases da Eliana e da Jackeline Petkovic) e Sábado Animado até 2003, quando a série deixou de ser exibida na emissora. Curiosamente, quando a Globo estreou a série em 2002 na TV Globinho, o SBT ainda estava exibindo a atração naquela mesma época, sendo que os episódios mais antigos eram exibidos por lá e os mais recentes (com a adição dos personagens Dil e Kimi no elenco) foram adquiridos pela Globo. Também já chegou a ser exibido no programa Clubti da Rede Aparecida até agosto de 2021.
A série só voltou a ser exibida no Brasil pela Nickelodeon, no bloco Nick Hits em 2009, nos fins de noite dos fins de semana, e posteriormente no Nick at Nite, onde foi exibido pela última vez. A TV Cultura também voltou a exibir o desenho em 2011, dentro do programa Quintal da Cultura, mas não durou tempo esperado e foi logo retirado do ar naquele ano. Em 2022, entrou para a programação semanal do canal Nick Jr., no horário das 08h00 da manhã.
Em Portugal, foi exibido inicialmente em 1992 pela SIC na sua versão original com legendas em português, mais tarde, em 1994, começou a ser dobrado em português. Em 2005, quando a Nickelodeon chegou ao país, voltou a ser exibido pelo Nickelodeon Portugal com dobragem de outro estúdio.

## Enredo
O show inicialmente girava em torno de um grupo de crianças: Tommy, Chuckie, os gêmeos Phil e Lil e Angelica, prima de Tommy. As crianças são capazes de se comunicar uns com os outros através de fala de bebê, embora os espectadores possam compreendê-las vivendo suas aventuras imaginativas. Em 1998, foram introduzidos novos personagens. Posteriormente, em The Rugrats Movie, o irmão mais novo de Tommy, Dylan, nasce, sendo logo acrescentado como um personagem no show. Como um bebê quatro meses de idade, Dill não é capaz de se comunicar com ninguém. Mais tarde, em 2000, após "Rugrats em Paris: O Filme" ser lançado, Kimi Finster foi adicionado como personagem.

## Personagens
- Thomas Malcolm Pickles, mais conhecido como Tommy: Vestido com uma camisa azul e fraldas em toda a série (com exceção do primeiro episódio, em que ele usa uma camisa laranja), é corajoso, aventureiro e muito leal a seus amigos. Com eles vive diversas aventuras, em cenas do cotidiano da vida americana. As aventuras vão desde passeios no parque até viagens para outras cidades.
- Angelica Charlotte Pickles: Angelica é prima de Tommy e Dil. Tem 3 anos, é capaz de falar com bebés e adultos; muitas vezes usa essa vantagem para si. Está sempre acompanhada de sua boneca Cynthia. Vestida com um macacão roxo, e maria-chiquinha, usa seu jeito encantador para conseguir o que quiser, apesar de geralmente chorar e gritar até que receba o que quer.
- Charles Crandall Norbert Finster, Jr., mais conhecido como Chuckie: Chuckie é mais conhecido pelo seus grandes óculos e cabelo vermelho selvagem; é o melhor amigo do Tommy. O mais hesitante e covarde do grupo, do qual muitas vezes serve como voz da razão, quando surge uma aventura; usa uma camisa azul com estampa do planeta Saturno e calças cargo verdes.
- Phillip Richard Bill DeVille e Lillian Marie Jill DeVille, mais conhecidos como Phil e Lil: Gémeos (menino e menina, respectivamente), Phil e Lil fazem tudo juntos, seja brincar na lama e procurar insetos; são frequentemente confundidos, devido à sua semelhança, apesar de Lil ter um longo vestido de uma peça que corresponde à camisa de Phil (verde com um pato) e um laço em seu cabelo para diferenciá-los.
- Susanna Yvonne Carmichael, mais conhecida como Susie: Outra criança capaz de falar com os adultos e os bebés, Susie frequentemente serve como rival da Angelica e sofre provocações, mas na verdade são amigas muito próximas. É gentil, compassiva e confiante. Normalmente usa uns sapatos coloridos e um jumper semelhante à roupa da Angelica.
- Dylan Prescott Pickles, mais conhecido como Dil: Dil é o irmão mais novo de Tommy, incapaz de falar com bebês como ele porque é muito jovem; é capaz de juntar palavras mas prefere mastigar e babar sobre pessoas e coisas. Dil foi introduzido no primeiro filme Rugrats.
- Kimiko Watanabe-Finster, mais conhecida como Kimi: Irmã de Chuckie, introduzida no segundo filme Rugrats, "Rugrats em Paris". Kimi é uma garota muito aventureira, parecida com Tommy e sempre mantém uma atitude positiva e um sorriso brilhante. Ensina a Chuckie o que significa ser um verdadeiro irmão mais velho e muito contribui para ele superar seus medos, pelos quais era conhecido por toda a série.

## Vozes

### Estados Unidos
- Tommy Pickles - E.G. Daily
- Terry McNulty - E.G. Daily
- Chuckie Finster - Christine Cavanaugh (até 2001) e Nancy Cartwright (a partir de 2001)
- Angelica Pickles - Cheryl Chase
- Phil DeVille - Kath Soucie
- Lil Deville - Kath Soucie
- Susie Carmichael - Cree Summer
- Kimi Finster - Dionne Quan
- Jon Lagavess - Jaton Noltray
- Timmy McNulty - Tara Strong
- Teddy McNulty - Tara Strong
- Dil Pickles - Tara Strong
- Stu Pickles - Jack Riley
- Didi Pickles - Melanie Chartoff
- Lou Pickles - David Doyle (até seu falecimento, em 1997) e Joe Alaskey (a partir de 1997)
- Chaz Finster - Michael Bell
- Kira Finster - Julia Kato
- Drew Pickles - Michael Bell
- Tod McNulty - Grey Delisle
- Ty McNulty - Grey Delisle
- Charlotte Pickles - Tress MacNeille
- Howard DeVille - Phil Proctor
- Betty DeVille - Kath Soucie
- Taffy - Amanda Bynes
- Harold Frumpkin - Pat Musick

### Brasil
- Tommy Pickles - Fátima Noya
- Chuckie Finster - Vagner Fagundes (1ª voz) e Úrsula Bezerra (2ª voz); Fábio Lucindo em alguns episódios
- Angelica Pickles - Marli Bortoletto
- Phil DeVille - Carlos Falat
- Lil DeVille - Telma Lúcia (1ª voz) e Letícia Quinto (2ª voz)
- Susie Charmichael - Eleonora Prado (1ª voz) e Raquel Marinho (2ª voz); Rita Almeida em alguns episódios
- Kimi Finster - Angélica Santos
- Dil Pickles - Rita Almeida
- Stu Pickles - Élcio Sodré (1ª voz) e Alfredo Rollo (2ª voz)
- Didi Pickles - Zayra Zordan
- Lou Pickles -  Ricardo Nóvoa (1ª voz), César Leitão (2ª voz) e Eleu Salvador (3ª voz)
- Drew Pickles - Ricardo Medrado (1ª voz) e Emerson Caperbat (2ª voz)
- Charlotte Pickles - Patrícia Scalvi
- Betty DeVille - Nair Silva (1ª voz) e Rosana Beltrame (2ª voz)
- Howard DeVille - Fábio Tomasini (1ª voz), Marcelo Pissardini (2ª voz)
- Chaz Finster - Tatá Guarnieri
- Kira Finster - Tânia Gaidarji
- Timmy McNulty - Rita Almeida
- Terry McNulty - Angélica Santos
- Tod McNulty - Adriana Pissardini
- Ty McNulty - Melissa Garcia
- Randy Carmichael: Silvio Giraldi
- Dr. Lipschitz: Jonas Mello / Paulo Porto
- Taffy - Daniela Piquet
- Harold Frumpkin - Paulo Cavalcante
- Vozes adicionais - Fábio Lucindo, Carlos Silveira, Maximira Figueiredo, Alex Wendel, Ivete Jayme, Mauro Eduardo, Sérgio Moreno, Hermes Baroli, Celso Alves
- Estúdio: Álamo
- Direção: Úrsula Bezerra, Eduardo Camarão, Ricardo Nóvoa e Nair Silva

### Portugal

#### Temporada 1 - 3
| Personagem          | Voz                       |
| ------------------- | ------------------------- |
| Tommy Pickles       | Natália Luíza             |
| Angelica Pickles    | Isabel Ribas              |
| Chuckie Finster     | Cristina Carvalhal        |
| Phil Deville        | Isabel Ribas              |
| Lil Deville         | Luísa Salgueiro           |
| Susie Carmichael    | Isabel Ribas              |
| Stu Pickles         | Paulo Oom                 |
| Didi Pickles        | Luísa Salgueiro           |
| Lou Pickles         | Carlos Freixo             |
| Drew Pickles        | Carlos Freixo             |
| Betty DeVille       | Cristina Carvalhal        |
| Chas Finster        | Paulo Oom                 |
| Randy Carmichael    | Carlos Freixo             |
| Vozes Adicionais    | Joel Constantino          |
| Direção de Dobragem | Carlos Freixo             |
| Estúdio             | Matinha Estúdio Som, S.A. |

#### Temporada 4 - 7
| Personagem          | Voz                |
| ------------------- | ------------------ |
| Tommy Pickles       | Raquel Rosmaninho  |
| Angelica Pickles    | Sissa Afonso       |
| Chuckie Finster     | Paula Seabra       |
| Phil Deville        | Zélia Santos       |
| Lil Deville         | Zélia Santos       |
| Susie Carmichael    |                    |
| Stu Pickles         | Jorge Paupério     |
| Didi Pickles        |                    |
| Lou Pickles         | António Vaz Mendes |
| Drew Pickles        |                    |
| Betty DeVille       |                    |
| Chas Finster        |                    |
| Randy Carmichael    |                    |
| Direção de Dobragem | Jorge Paupério     |
| Estúdio             | Somnorte           |

#### Redobragem
| Personagem       | Voz              |
| ---------------- | ---------------- |
| Angelica Pickles | Bárbara Lourenço |
| Lou Pickles      | Rui Luís Brás    |

## 10 Anos
Em 11 de agosto de 2001, Rugrats celebrou o seu décimo Aniversário. O especial (filme para TV) "Rugrats: Todos Crescidos" foi produzido para a ocasião. Após a apresentação, uma retrospectiva especial foi feita, intitulada "Rugrats: Still Babies". Foi narrado por Amanda Bynes.

## Premiação
Em uma entrevista em 1995, o premiado cineasta Steven Spielberg mencionou Rugrats como um dos vários programas entre os melhores programas infantis da época. Spielberg descreveu a série como "uma espécie de Peanuts do nosso tempo". Foi nomeado a 92ª melhor série animada pela IGN.

## Filmes
- The Rugrats Movie (1998)
- Rugrats in Paris: The Movie (2000)
- Rugrats Go Wild (2003)

## Spin-offs e remake
Em 2003 a Klasky Csupo produziu a história de como seriam os personagens dez anos depois. Nos Estados Unidos a série é intitulada como All Grown Up! e no Brasil como Rugrats Crescidos; não durou muito sua produção: de 2003 a 2008, com apenas 5 temporadas produzidas para a Nickelodeon e um longa.
Um reboot da série produzida pela equipe criativa original de Klasky, Csupó e Germain estreou na Paramount+ em 27 de maio de 2021. O reboot também começou a ser exibida na Nickelodeon em 20 de agosto de 2021.

## Nova série e filme live-action
"Rugrats: Os Anjinhos" vai ganhar uma nova série animada e uma adaptação para live-action, segundo informa a Variety. Arlene Klasky, Gábor Csupó e Paul Germain, criadores da série, serão os produtores dos dois projetos.
Sarah Levy, CEO da Viacom Media Networks, disse que os Rugrats é uma das séries de maior sucesso da TV, e que a Viacom está animada para apresentá-la a um novo público, para que conheçam estes personagens tão icônicos em novas aventuras.
Atualmente em etapa de desenvolvimento, o filme será produzido pelo canal em parceria com a Paramount Pictures, e vai misturar atores com animação em CGI. O roteiro está sendo escrito por David Goodman e o lançamento nos cinemas está programado para 13 de novembro de 2020.

## Curiosidades
- Rugrats é o segundo desenho original da Nickelodeon a ser criado, o primeiro foi Doug e o terceiro foi Ren & Stimpy.
- Em Rugrats in Paris: The Movie aparece Kimi, que é irmã de Chuckie e filha de Kira e Chas (pai de Chuckie) através do casamento.
- Muitos afirmam o motivo do primeiro cancelamento da série ter ocorrido por causa da interpretação de supostas Mensagens Subliminares contidas na série.
- Rugrats é o terceiro maior sucesso da Nickelodeon, o primeiro é Bob Esponja e o segundo é Os Padrinhos Mágicos.
- Rugrats está em posição de número 35 sob a lista dos 100 melhores desenhos já feitos.
- Rugrats é um dos poucos desenhos animados a possuir uma estrela na Calçada da Fama de Hollywood.

## Videogames
- Rugrats: Search for Reptar (PlayStation)
- Rugrats: Studio Tour (PlayStation)
- Rugrats: Scavenger Hunt (Nintendo 64)
- Rugrats in Paris - The Movie (Nintendo 64, Game Boy Advance, PC CD-ROM, PlayStation)
- Rugrats: Totally Angelica (PlayStation, Game Boy Advance)
- Rugrats: Totally Angelica Boredom Busters (PC CD-ROM)
- Rugrats: Go Wild (PC CD-ROM, Game Boy Advance)
- Rugrats: All Growed Up - Older and Bolder (PC CD-ROM)
- Rugrats: Castle Capers (Game Boy Advance)
- Rugrats: Royal Ransom (PlayStation 2, Nintendo GameCube)
- Rugrats: I Gotta Go Party (Game Boy Advance)
- Rugrats: The Movie (Game Boy Color)
- Rugrats: Time Travelers (Game Boy Color)
- Rugrats Activity Challenge (PC CD-ROM)
- Rugrats Adventure Game (PC CD-ROM)
- Rugrats Food Fight (Mobile Phone)
- Rugrats Muchin Land (PC CD-ROM)
- The Rugrats Mystery Adventures (PC CD-ROM)
- Rocket Power: Team Rocket Rescue (PlayStation) (Tommy & Angelica appear as guest characters)
- Nicktoons Racing (PlayStation, Game Boy Advance, Game Boy Color, Microsoft Windows, Arcade) (Tommy and Angelica playable)
- Nicktoons: Attack of the Toybots (Wii, Nintendo DS, PlayStation 2,Game Boy Advance) (Tommy and Angelica are seen, but are not playable characters.)
- Nicktoons: The Videogame (possibly)